# Sanford Housing Co-operative
Sanford Housing Co-operative ("coopérative d'habitants de Sanford"), aussi abrégé Sanford Co-op ("coop de Sanford") ou simplement Sanford, est une coopérative d'habitation britannique située dans le sud-est de Londres. Constituée d'environ 120 membres-habitants et en fonctionnement sans interruption depuis son ouverture en 1974, c'est la première coopérative d'habitants construite à cet effet au Royaume-Uni.

## Description
Sanford Co-op comprend une rue avec 14 maisons communes occupées par 8 membres-habitants en moyenne ainsi que 6 appartements individuels. On y trouve également un bassin, un parking, des ateliers et un abri à vélos.

### Gestion
La coopérative est gérée par ses membres, et suit les principes coopératifs issus de la déclaration sur l'identité coopérative de 1895. Des réunions sont organisées chaque mois avec un comité de gestion comprenant notamment un représentant par maison. Plus de 40 rôles sont attribués afin de faciliter la réalisation de tâches nécessaires à la gestion de la coopérative. Pour le reste, Sanford fait aussi appel aux services de consultants externes comme la Société de Développement Coopératif (anglais : Co-operative Development Society),.

### Statut légal
Sanford est recensée comme société coopérative par la Financial Conduct Authority au sens de la Loi sur les Sociétés Coopératives et d'Intérêt Communautaire (en). Son fonctionnement est "mutualiste" (mutual en anglais) selon la définition de la Commission sur l'habitat Coopératif et Mutualiste (Commission on Co-operative and Mutual Housing en anglais), définissant en 2009 les organisations d'habitation mutualistes comme celles "autorisant les résidents, à travers leur droit d'adhésion, à prendre contrôle ou participer à la gouvernance de leur logement, leur voisinnage et leur communauté." Ce type diffère ainsi d'autres types tels que coopératives temporaires, tenant management organisations, ou encore d'autres organisations de gestion collectives de l'habitat.
Plus particulièrement, Sanford fonctionne avec des valeurs nominales, empêchant ainsi ses membres d'accumuler des intérêts financiers dans la société en limitant la valeur de leur part individuelle fixée à 1£, alors déconnectée des prix du marché de l'immobilier et de leur inflation, à l'inverse d'autres co-opératives gérées par des associations d'habitation, en copropriété ou habitat partagé,.

## Histoire

### Genèse: 1967-1973
Sanford est née comme projet pilote à la suite de cinq années de lobbying. L'idée fut initialement publiée dans un article par le président de la University of London Union John Hands en mars 1967. L'article proposa des communautés coopératives auto-gouvernées comme solution à la crise du logement affectant étudiants et autres populations précaires.
La SCD (Student Co-operative Dwelling, une coopérative crée en avril 1968 pour développer le modèle dont Sanford est la première instance) a dû négocier avec plusieurs organes gouvernementaux (Department of the Environment, Ministry of Housing, Welsh Office, Scottish Office and the Department of Education & Science). Malgré multiples complications administratives, l'autorisation fut finalement donnée par le département de l'environnement en janvier 1973, ainsi qu'une aide sur le prêt immobilier afin de réduire le taux d'intérêt de 11 % à 7,4 % pour l'achat du Bail à rente et les frais de construction. La SCD créa alors la société coopérative locale "Sanford Co-operative Dwellings" et fit l'acquisition d'un terrain d'une acre avec le quartier de Lewisham. SCD fit appel à des consultants professionnels pour le design et la construction des bâtiments qui commença en juin 1973. Selon John Hands, la Sanford Housing Cooperative est alors "le premier lotissement bâti comme coopérative d'habitants de ce type au Royaume-Uni". Le mode de financement fut également innovant pour ce type de projet: "ce fut la première fois que des prêts de la Housing Corporation sont octroyés pour des maisons partagées. La moitié des frais ayant été avancée par une société d'assurance, c'est aussi le premier modèle d'habitation intentionnel qui attire fonds autres que publics ou provenant de sociétés immobilières."  

### Ouverture: 1974
La société coopérative de Sanford (alors appelée Sanford Co-operative Dwellings) ouvre le 1er octobre 1974 en présence de Lord Goodman (directeur de la Housing Corporation) et du ministre John Silkin. La première assemblée générale des habitants a lieu le 30 octobre, occasion pour les membres fondateurs de la SCD de léguer la coopérative à ses habitants. Peu après, le Prince Philip rend visite à la coopérative pour soutenir Sanford ainsi que son modèle sous-jacent.

### Rôle de la SCD dans le développement des coopératives d'habitants
Sanford fut créé comme modèle de coopératives à valeur nominale telles que promues par la SCD. Parallèlement, une intensive campagne de lobbying fut menée par la SCD qui produisit des brochures, des manifestes, des rapports, des évènements de financement, des amendements à la Loi sur le Logement de 1969 (Housing Act 1969 (en)), et des débats parlementaires.
Le Prince Philip prononça son soutien à deux reprises, lors d'un évènement de financement pour la SCD en 1969 et en présidant une conférence sur les co-opérative d'habitants le 21 Novembre 1974.
Dans la même lignée de co-opératives, d'autres projets de développement furent proposés et construits à Temple Mills (E15) et Octavius Street (SE9) après l'accord de la Société du Logement (en), menant à la création des co-opératives d'habitants de Clays Lane (en) et Deptford (en). La SCD a ainsi continué a ouvrir de nouvelles co-operatives d'habitants sur le même modèle dans les années qui suivirent, notamment Two Piers à Brighton en 1978 et Argyle à Cambridge en 1981,.

### Projet Carbone 60: 2005-2009
Entre 2005 et 2009, la coopérative conduit un projet de développement majeur afin de réduire ses émissions de dioxyde de carbone. Cela consista à construire différents systèmes d'efficience énergétique tels que des chaudières à granulés (maintenant remplaçées), des chauffe-eau solaires, des cuisines plus écologiques, des systèmes de ventilation et de double vitrage,. Le coût total s'éleva à 230000£, dont 40% furent financés par Energy Saving Trust (en). Le projet fut reconnu par Inside Housing avec le "prix 2008 pour rénovation écologique de l'habitat social".

### Construction de l'abri à vélo: 2008
Les habitants construisirent un abri à vélo en 2008, d'après les plans de Christos Choraitis, un résident architecte. L'abri procure un espace de stockage sécurisé pour environ 80 vélos ainsi qu'un jardin organique cultivé sur son toit. La structure est composée principalement de traverses récupérées en Belgique.

### Freehold acquisition: 2012
Jusqu'alors en bail de long terme (long-term lease), la pleine propriété du terrain (freehold) fut achetée au conseil municipal de Lewisham (en) en 2012, améliorant ainsi la stabilité de la coopérative sur le long terme.

## Réception
Le lieu, son organisation et sa communauté ont été étudiés à travers son histoire, souvent attribuant son succès au modèle de logement alternatif sous-jacent. Ayant logé des milliers de personnes à bas coût depuis environ 50 ans, Sanford permet d'avancer que les coopératives d'habitants peuvent aider à résoudre la crise du logement. En outre, la structure coopérative de Sanford encourage le partage de compétences et le contrôle sur la propriété commune. Par exemple, les résidents se sont mis d'accord collectivement pour entreprendre le projet Carbon 60 de transition vers les énergies renouvelables et réduction des émissions carbonnées.

## Art et culture
Une peinture murale de 10x10m, Riders of the Apocalypse peut être observée sur le mur d'une maison depuis sa création en 1983 par l'artiste Brian Barnes. Brian Barnes faisait partie du collectif des "peintres muralistes londoniens pour la paix" (London Muralists for Peace), qui reçut 42000£ du Conseil du Grand Londres (Greater London Council ou GLC) pour six peintures murales célébrant l'année GLC de la paix en 1983. Les habitants de Sanford se mirent d'accord pour peindre leur mur, et participèrent à son design en collaboration avec Brian Barnes. Anticipant justement que la peinture vivrait plus longtemps que les politiciens qu'elle représente (Margaret Thatcher, Ronald Reagan, Michael Heseltine and Iouri Andropov), les résidents suggérèrent notamment de les représenter en squelettes sur les missiles. La peinture est aujourd'hui toujours visible et dans un état satisfaisant, notamment grâce à l'utilisation de peinture minérale (en) par l'artiste, au lieu de ce qui est généralement utilisé pour les peintures murales.
À travers son histoire, Sanford a participé à différents événements et projets artistiques, culturels et de dissémination. Par exemple, la coopérative a organisé un club de Théâtre, régulièrement pris part aux festivals d'art de Deptford X et New Cross & Deptford Free Film Festival,,.